# Flora Capensis, sistens plantas Promontorii Bonae Spei Africes
Flora Capensis, sistens plantas Promontorii Bonae Spei Africes (abreviado Fl. Cap. (Thunberg)) fue un libro ilustrado con descripciones botánicas que fue escrito por el explorador, naturalista, y botánico sueco; Carl Peter Thunberg. Fue publicado en 3 volúmenes desde el año 1807 al 1813. 

## Publicación
- 1ª Edición nº 1(1): 1807, p. [i-iii, [1]-144; (1)2: 1811, p. [i-ii], [145]-386; (1)3: 1813, p. [i-ii], [387]-578.
- 2ª Edición 1a, 2 vols. 1818-1820; v. 1: 1818; v. 2(1): 1818; v. 2(2): 1820. Ed. 1b(1-3): 1820.